# Charlois Europoort
Charlois Europoort, pełna nazwa Schaakclub Charlois Europoort – holenderski klub szachowy z siedzibą w Rotterdamie, mistrz kraju z 2015 roku

## Historia
Klub jest wynikiem fuzji SC Charlois i SC Europoort, dokonanej w 1976 roku. Klub występował w Hoofdklasse, w 1980 roku spadł z ligi. W 1992 roku klub spadł do trzeciej ligi, a rok później – do czwartej. W 1999 roku Charlois Europoort powrócił na trzeci szczebel rozgrywek, dwa lata później ponownie spadł. Po awansie w 2002 roku, w sezonie 2002/2003 nastąpił ponowny spadek. W 2009 roku klub awansował do Tweede klasse, w 2011 roku uzyskał awans do Eerste klasse. W 2014 roku Charlois Europoort uzyskał awans do Meesterklasse. W sezonie 2014/2015 klub zdobył mistrzostwo kraju. W składzie drużyny znajdowali się wówczas m.in. Loek van Wely, Bart Michiels i Erik van den Doel. W 2016 roku zespół zajął szóste miejsce w lidze, a rok później spadł z Meesterklasse. W 2018 roku klub powrócił do pierwszej ligi. W 2019 roku klub zajął ósme miejsce. W sezonie 2019/2020 klub był liderem ligi, która została przerwana z powodu pandemii COVID-19. W 2022 roku Charlois Europoort uzyskał czwarte miejsce w lidze. Sezon 2022/2023 klub zakończył na szóstym miejscu w krajowych mistrzostwach. W kolejnym sezonie Charlois Europoort był siódmy w lidze.

## Arcymistrzowie w historii klubu
- Alexandre Dgebuadze[22]
- Daniel Dardha[23]
- Serhij Fedorczuk[24]
- Igor Glek[24]
- Imre Héra[25]
- Oleg Korniejew[24]
- Witalij Kunin[24]
- Robert Markuš[25]
- Bart Michiels[13]
- Petar Popović[22]
- Ivan Sokolov[26]
- Erik van den Doel[22]
- Loek van Wely[13]
- Jan Werle[24]